# Чемпионат России по лёгкой атлетике в помещении 2007
Чемпионат России по лёгкой атлетике в помещении 2007 года прошёл 9—11 февраля в Волгограде в манеже ВГАФКа. Соревнования являлись отборочными в сборную России на чемпионат Европы в помещении, прошедший 2—4 марта в британском Бирмингеме. В чемпионате приняли участие около 800 спортсменов из 66 регионов России. На протяжении 3 дней было разыграно 30 комплектов медалей.
Зимой 2007 года также были проведены чемпионаты России в отдельных дисциплинах лёгкой атлетики.
- 26—27 января — чемпионат России по бегу на 100 км в помещении (Москва)
- 30—31 января — чемпионат России по многоборьям в помещении (Краснодар)

## Соревнования
На фоне не самого высокого уровня результатов на чемпионате во многих дисциплинах смогли заявить о себе молодые спортсмены. 19-летний Максим Дылдин стал бронзовым призёром в беге на 400 метров с результатом 47,79, а Артём Сергеенков, который всего на год старше, выиграл «серебро», при этом став единственным спортсменом, кто «выбежал» из 47 секунд и в забеге, и в финале.
Уверенно выиграл свой финал на 60 метров с барьерами Евгений Борисов, стабильно проводящий зимний сезон 2007 года — 7,65. У женщин чемпионкой в барьерном спринте стала Александра Антонова, впервые в карьере «разменявшая» 8 секунд — 7,95.
Одна из самых неожиданных побед случилась в беге на 400 метров у женщин. С невысоким для чемпионата России результатом 52,38 победу одержала Жанна Кащеева, до этого имевшая национальные титулы лишь в эстафетном беге. Позади оказалась целая группа бегуний — призёров чемпионатов мира, Европы и Олимпийских игр.
Самую короткую дистанцию турнира, 60 метров, у мужчин выиграл Михаил Егорычев, проводящий один из самых успешных сезонов в своей карьере. После победы на престижном международном турнире «Русская зима» он без видимых проблем разобрался с соперниками и в финале национального первенства, показав время 6,68. На лидирующие позиции у женщин в этой дисциплине вышла Евгения Полякова, оставившая позади таких титулованных спортсменок, как Марина Кислова и Ирина Хабарова.
Впервые в карьере звание чемпиона страны завоевал 20-летний Иван Ухов, за полторы недели до турнира установивший новый рекорд России в прыжке в высоту — 2,39 м. В Волгограде для победы ему хватило прыжка с первой попытки на 2,32 м. Чемпионат России стал для Ивана пятым стартом в сезоне, не котором он брал высоту выше 2,30 м.
Финальным аккордом соревнований стал новый мировой рекорд в женской эстафете 4×800 метров, установленный сборной Московской области — 8.18,54. В её составе бежали Анна Балакшина, Наталья Пантелеева, Анна Емашова и Олеся Чумакова. Предыдущее достижение 13-летней давности девушки улучшили на 0,17 секунды.

## Медалисты

### Мужчины
| Дисциплина           | Золото                                                                                         | Золото   | Серебро                                                                                          | Серебро  | Бронза                                                                                | Бронза   |
| -------------------- | ---------------------------------------------------------------------------------------------- | -------- | ------------------------------------------------------------------------------------------------ | -------- | ------------------------------------------------------------------------------------- | -------- |
| 60 м                 | Михаил Егорычев Самарская область                                                              | 6,68     | Игорь Гостев Москва Пензенская область                                                           | 6,74     | Павел Старостин Тамбовская область                                                    | 6,75     |
| 200 м                | Роман Смирнов Москва                                                                           | 21,35    | Константин Свечкарь Новосибирская область Алтайский край                                         | 21,42    | Максим Мокроусов Липецкая область                                                     | 22,10    |
| 400 м                | Владислав Фролов Свердловская область Тамбовская область                                       | 46,87    | Артём Сергеенков Смоленская область                                                              | 46,92    | Максим Дылдин Пермский край                                                           | 47,79    |
| 800 м                | Юрий Колдин Москва Рязанская область                                                           | 1.49,13  | Иван Нестеров Свердловская область Пермский край                                                 | 1.49,45  | Роман Дорофеев Тамбовская область                                                     | 1.50,44  |
| 1500 м               | Сергей Иванов Чувашия                                                                          | 3.44,05  | Вячеслав Шабунин Москва                                                                          | 3.44,97  | Алексей Попов Воронежская область                                                     | 3.45,87  |
| 3000 м               | Сергей Иванов Чувашия                                                                          | 7.58,31  | Павел Наумов Москва                                                                              | 7.58,87  | Алексей Ефимов Чувашия                                                                | 7.59,57  |
| 5000 м               | Евгений Рыбаков Кемеровская область                                                            | 14.11,40 | Алексей Реунков Москва Челябинская область                                                       | 14.11,94 | Александр Секлетов Волгоградская область                                              | 14.12,41 |
| 60 м с барьерами     | Евгений Борисов Московская область                                                             | 7,65     | Яков Петров Свердловская область                                                                 | 7,82     | Сергей Молчанов Москва Челябинская область                                            | 7,88     |
| Прыжок в высоту      | Иван Ухов Свердловская область                                                                 | 2,32 м   | Алексей Дмитрик Санкт-Петербург Ленинградская область                                            | 2,25 м   | Вячеслав Воронин Москва                                                               | 2,25 м   |
| Прыжок в высоту      | Иван Ухов Свердловская область                                                                 | 2,32 м   | Алексей Дмитрик Санкт-Петербург Ленинградская область                                            | 2,25 м   | Андрей Терёшин Москва Ивановская область                                              | 2,25 м   |
| Прыжок с шестом      | Павел Герасимов Москва                                                                         | 5,65 м   | Дмитрий Стародубцев Челябинская область                                                          | 5,60 м   | Игорь Павлов Москва Орловская область                                                 | 5,60 м   |
| Прыжок в длину       | Виталий Шкурлатов Волгоградская область                                                        | 7,89 м   | Денис Синявский Приморский край                                                                  | 7,83 м   | Дмитрий Сапинский Москва Приморский край                                              | 7,78 м   |
| Тройной прыжок       | Александр Петренко Москва Калининградская область                                              | 17,13 м  | Евгений Плотнир Москва                                                                           | 17,09 м  | Александр Сергеев Москва Тверская область                                             | 17,04 м  |
| Толкание ядра        | Антон Любославский Иркутская область                                                           | 19,65 м  | Сослан Цирихов Московская область Северная Осетия                                                | 19,38 м  | Григорий Панфилов Иркутская область Бурятия                                           | 18,87 м  |
| Эстафета 4×200 м     | Санкт-Петербург · Антон Галкин-Самитов · Максим Александренко · Денис Алексеев · Антон Кокорин | 1.27,67  | Свердловская область · Александр Ладейщиков · Андрей Малькин · Руслан Мащенко · Владислав Фролов | 1.28,05  | Москва · Иван Кожухарь · Андрей Полукеев · Александр Рябов · Максим Бабарыкин         | 1.29,05  |
| Эстафета 4×800 м [a] | Москва · Антон Иванов · Андрей Осипов · Антон Бочкарёв · Вячеслав Соколов                      | 6.59,00  | Свердловская область · Михаил Липский · Сергей Тишкин · Михаил Колганов · Сергей Сунцов          | 7.00,77  | Курская область · Роман Малеев · Александр Дубровин · Павел Играков · Евгений Тарасов | 7.07,27  |

a  Участники второго этапа по ошибке преодолели 600 метров вместо 800.

### Женщины
| Дисциплина       | Золото                                                                                   | Золото   | Серебро                                                                                       | Серебро  | Бронза                                                                                    | Бронза   |
| ---------------- | ---------------------------------------------------------------------------------------- | -------- | --------------------------------------------------------------------------------------------- | -------- | ----------------------------------------------------------------------------------------- | -------- |
| 60 м             | Евгения Полякова Москва                                                                  | 7,16     | Марина Кислова Санкт-Петербург                                                                | 7,18     | Юлия Гущина Московская область Ростовская область                                         | 7,27     |
| 60 м             | Евгения Полякова Москва                                                                  | 7,16     | Марина Кислова Санкт-Петербург                                                                | 7,18     | Ирина Хабарова Свердловская область                                                       | 7,27     |
| 200 м            | Юлия Гущина Московская область Ростовская область                                        | 23,38    | Наталья Муринович Ростовская область                                                          | 23,41    | Ксения Вдовина Московская область Липецкая область                                        | 23,79    |
| 400 м            | Жанна Кащеева Москва Брянская область                                                    | 52,38    | Татьяна Вешкурова Свердловская область Пермский край                                          | 52,49    | Наталья Антюх Москва Санкт-Петербург                                                      | 52,61    |
| 800 м            | Оксана Зброжек Москва Санкт-Петербург                                                    | 1.59,46  | Мария Дряхлова Нижегородская область                                                          | 2.01,76  | Мария Шапаева Нижегородская область Мордовия                                              | 2.01,83  |
| 1500 м           | Олеся Чумакова Москва Московская область                                                 | 4.10,11  | Наталья Пантелеева Московская область Нижегородская область                                   | 4.11,13  | Елена Каналес Калужская область                                                           | 4.12,63  |
| 3000 м           | Регина Рахимкулова Башкортостан                                                          | 8.48,94  | Юлия Винокурова Пензенская область                                                            | 8.52,27  | Татьяна Петрова Московская область Чувашия                                                | 8.55,49  |
| 5000 м           | Галина Егорова Самарская область                                                         | 15.54,65 | Елизавета Гречишникова Мордовия                                                               | 15.57,98 | Екатерина Приладных Читинская область                                                     | 15.59,53 |
| 60 м с барьерами | Александра Антонова Москва                                                               | 7,95     | Ирина Шевченко Московская область Краснодарский край                                          | 8,02     | Татьяна Павлий Московская область Ставропольский край                                     | 8,13     |
| Прыжок в высоту  | Анна Чичерова Москва Ростовская область                                                  | 1,93 м   | Татьяна Мнацаканова Московская область Москва                                                 | 1,90 м   | Виктория Клюгина Москва                                                                   | 1,90 м   |
| Прыжок с шестом  | Юлия Голубчикова Москва                                                                  | 4,65 м   | Светлана Феофанова Москва                                                                     | 4,60 м   | Александра Киряшова Санкт-Петербург Татарстан                                             | 4,40 м   |
| Прыжок в длину   | Анна Назарова Санкт-Петербург                                                            | 6,68 м   | Наталья Лебусова Санкт-Петербург Ярославская область                                          | 6,64 м   | Елена Соколова Белгородская область                                                       | 6,55 м   |
| Тройной прыжок   | Олеся Буфалова Краснодарский край Адыгея                                                 | 14,30 м  | Оксана Удмуртова Волгоградская область Удмуртия                                               | 14,12 м  | Елена Олейникова Москва                                                                   | 13,77 м  |
| Толкание ядра    | Ирина Худорошкина Московская область                                                     | 19,01 м  | Анна Омарова Московская область Ставропольский край                                           | 18,81 м  | Ольга Рябинкина Санкт-Петербург Брянская область                                          | 18,58 м  |
| Эстафета 4×200 м | Тульская область · Олеся Зыкина · Ольга Корсунова · Анастасия Кочетова · Елена Новикова  | 1.35,87  | Свердловская область · Ирина Хабарова · Юлия Мулюкова · Татьяна Дектярёва · Татьяна Вешкурова | 1.36,74  | Москва · Евгения Герасимова · Юлия Чермошанская · Ксения Задорина · Татьяна Левина        | 1.38,21  |
| Эстафета 4×800 м | Московская область · Анна Балакшина · Наталья Пантелеева · Анна Емашова · Олеся Чумакова | 8.18,54  | Москва · Наталья Горелова · Анна Альминова · Наталья Лавшук · Евгения Золотова                | 8.19,45  | Свердловская область · Наталья Шипицына · Жанна Смолина · Анна Эйферт · Наталья Хрущелёва | 8.20,71  |

## Чемпионат России по бегу на 100 км
Чемпионат России по бегу на 100 километров в помещении прошёл 26—27 января в Москве в легкоатлетическом манеже спорткомплекса «Крылатское». Соревнования прошли в рамках VII сверхмарафона «Ночь Москвы» — Кубка Пассаторе по 6-часовому бегу. В соответствии с регламентом дистанцию 100 км могли закончить только те участники, кто после 6 часов бега преодолел более 70 км. В итоге до финиша добрались 8 мужчин и 2 женщины. Александр Вишнягов выиграл чемпионат страны второй год подряд.

### Мужчины
| Дисциплина | Золото                                | Золото  | Серебро                        | Серебро | Бронза                         | Бронза  |
| ---------- | ------------------------------------- | ------- | ------------------------------ | ------- | ------------------------------ | ------- |
| 100 км     | Александр Вишнягов Курганская область | 6:53.39 | Игорь Тяжкороб Курская область | 6:59.41 | Василий Спиридонов Саха−Якутия | 7:11.17 |

### Женщины
| Дисциплина | Золото                  | Золото  | Серебро                           | Серебро | Бронза          | Бронза |
| ---------- | ----------------------- | ------- | --------------------------------- | ------- | --------------- | ------ |
| 100 км     | Евгения Куликова Москва | 8:56.59 | Майя Вишнягова Курганская область | 9:41.25 | не вручалась[b] |        |

b  Среди женщин финишировали только 2 участницы.

## Чемпионат России по многоборьям
Чемпионы страны в мужском семиборье и женском пятиборье определились 30—31 января 2007 года в Краснодаре в манеже КГУФКСиТ.

### Мужчины
| Дисциплина | Золото                                               | Золото     | Серебро                            | Серебро    | Бронза                                                 | Бронза     |
| ---------- | ---------------------------------------------------- | ---------- | ---------------------------------- | ---------- | ------------------------------------------------------ | ---------- |
| Семиборье  | Александр Погорелов Брянская область Курская область | 6095 очков | Александр Кислов Иркутская область | 5935 очков | Андрей Баштанов Кемеровская область Московская область | 5557 очков |

### Женщины
| Дисциплина | Золото                         | Золото     | Серебро                             | Серебро    | Бронза                                | Бронза     |
| ---------- | ------------------------------ | ---------- | ----------------------------------- | ---------- | ------------------------------------- | ---------- |
| Пятиборье  | Анна Богданова Санкт-Петербург | 4488 очков | Ольга Левенкова Кемеровская область | 4417 очков | Светлана Ладохина Кемеровская область | 4335 очков |

## Состав сборной России для участия в чемпионате Европы
По итогам чемпионата и с учётом выполнения необходимых нормативов, в состав сборной для участия в чемпионате Европы в помещении в британском Бирмингеме вошли 66 атлетов:
Мужчины
60 м: Михаил Егорычев, Игорь Гостев.

400 м: Дмитрий Форшев, Иван Бузолин.

Эстафета 4х400 м: Владислав Фролов, Артём Сергеенков, Максим Дылдин, Дмитрий Форшев, Иван Бузолин, Антон Галкин-Самитов.

800 м: Юрий Колдин, Иван Нестеров.

1500 м: Вячеслав Шабунин, Алексей Попов.

3000 м: Сергей Иванов, Алексей Ефимов.

60 м с барьерами: Евгений Борисов, Яков Петров.

Прыжок в высоту: Иван Ухов — позднее снялся с соревнований, Алексей Дмитрик, Андрей Терёшин.

Прыжок с шестом: Павел Герасимов, Дмитрий Стародубцев, Игорь Павлов.

Прыжок в длину: Виталий Шкурлатов, Денис Синявский, Дмитрий Сапинский.

Тройной прыжок: Александр Петренко, Евгений Плотнир, Александр Сергеев.

Толкание ядра: Антон Любославский, Сослан Цирихов.

Семиборье: Александр Погорелов, Алексей Дроздов.
Женщины
60 м: Евгения Полякова, Марина Кислова, Юлия Гущина.

400 м: Татьяна Вешкурова, Олеся Зыкина, Елена Новикова.

Эстафета 4х400 м: Жанна Кащеева, Татьяна Вешкурова, Наталья Антюх, Наталья Иванова, Олеся Зыкина, Елена Новикова.

800 м: Оксана Зброжек, Мария Дряхлова, Мария Шапаева.

1500 м: Олеся Чумакова, Наталья Пантелеева, Елена Каналес.

3000 м: Регина Рахимкулова, Юлия Винокурова.

60 м с барьерами: Александра Антонова, Ирина Шевченко, Татьяна Павлий.

Прыжок в высоту: Анна Чичерова.

Прыжок с шестом: Юлия Голубчикова, Светлана Феофанова, Александра Киряшова.

Прыжок в длину: Анна Назарова, Наталья Лебусова, Елена Соколова.

Тройной прыжок: Олеся Буфалова, Оксана Удмуртова.

Толкание ядра: Ирина Худорошкина, Анна Омарова, Ольга Рябинкина.

Пятиборье: Анна Богданова, Ольга Левенкова.